# 사무일 알료신
사무일 알료신(Samuil Alyoshin, 러시아어: Самуил Иосифович Алёшин, 1913년 ~ 2008년 2월 27일)은 러시아의 극작가다.
1950년에 최초의 희곡 <공장장>을 쓴 이후, 계속 <엄격한 처녀> <나 홀로> <모든 것은 사람들에게> 등 많은 희곡을 발표하고 있다. 이들의 작품은 모두 러시아의 생활에서 제재를 취하고, 현대사회의 윤리적 규범과 사회주의적 도덕의 여러 문제에 파고들어 현실생활을 철학적으로 파악하려고 한 것이다. 그는 이들 현대극 외에 <고골리> <셰익스피어> <돈 주앙>등 일련의 전기극(傳記劇)을 쓰고 있다. 긴밀한 극적구성을 가지고 예리한 심리적 갈등이 풍부한 그의 희곡은 러시아 국내뿐만 아니라, 동유럽 여러 나라에서도 널리 상연되고 있다.